# Unione Sportiva Triestina 1943-1944
Questa voce raccoglie le informazioni riguardanti l'Unione Sportiva Triestina  nelle competizioni ufficiali della stagione 1943-1944.

## Rosa
| N. |                   | Ruolo | Calciatore        |
| -- | ----------------- | ----- | ----------------- |
|    | Italia (bandiera) | A     | Francesco Cergoli |
|    | Italia (bandiera) |       | Remigio Colombin  |
|    | Italia (bandiera) | C     | Bruno De Lazzari  |
|    | Italia (bandiera) | C     | Ermanno Englaro   |
|    | Italia (bandiera) | D     | Edy Gratton       |
|    | Italia (bandiera) | C     | Mario Mlacher     |
|    | Italia (bandiera) | A     | Piero Pasinati    |
|    | Italia (bandiera) | A     | Giuseppe Persi    |
|    | Italia (bandiera) | D     | Manlio Presel     |

| N. |                   | Ruolo | Calciatore       |
| -- | ----------------- | ----- | ---------------- |
|    | Italia (bandiera) | C     | Enrico Radio     |
|    | Italia (bandiera) | C     | Emilio Rancilio  |
|    | Italia (bandiera) | A     | Licio Rossetti   |
|    | Italia (bandiera) | C     | Ruggero Salar    |
|    | Italia (bandiera) | P     | Guerrino Striuli |
|    | Italia (bandiera) | A     | Mario Tosolini   |
|    | Italia (bandiera) | C     | Eligio Vallon    |
|    | Italia (bandiera) | A     | Federico Zanolla |